# Platygaster rufitibia
Platygaster rufitibia (лат.) — вид мелких наездников из семейства Platygastridae. Европа: Дания. Длина тела около 1,6 мм. Основная окраска чёрная, жвалы, усики и ноги коричневые. Брюшко в 1,2 раза короче головы и мезосомы вместе взятых, почти на 0,9 шире груди и почти в 1,9 раза меньше высоты. Первый тергит Т1 равномерно зазубрен; Т2 исчерченный в базальных ямках примерно до половины длины, остальная часть тергита, а также следующие за ним тергиты гладкие; Т3 — с одним поперечным рядом волосков, Т4 — с двумя такими рядами; Т5 и Т6 с более рассеянными точками с волосками. 2-й стернит без следов киля спереди, но здесь довольно густо опушенный. Усики 10-члениковые. Сходен с видами Platygaster iolas и Platygaster apicalis. Вид был впервые описан в 1999 году датским энтомологом Петером Булем (Peter Neerup Buhl, Дания) вместе с Platygaster inconspicua, Platygaster praecox и Platygaster ungeri.